# Комарівка (Ніжинський район)
Комарі́вка — село у Ніжинському районі Чернігівської області України. Адміністративний центр Комарівської сільської громади. До 2016 центр Комарівської сільської ради. Населення — 1118 осіб (2020 рік).

## Географія
Село розташоване на півночі району, за 22 км від міста Борзна (автошляхами — близько 30 км) та за 18 км від залізничної станції Крути. Село розташоване над притокою Десни — річкою Смолянка. Висота над рівнем моря — 124 м.

## Історія

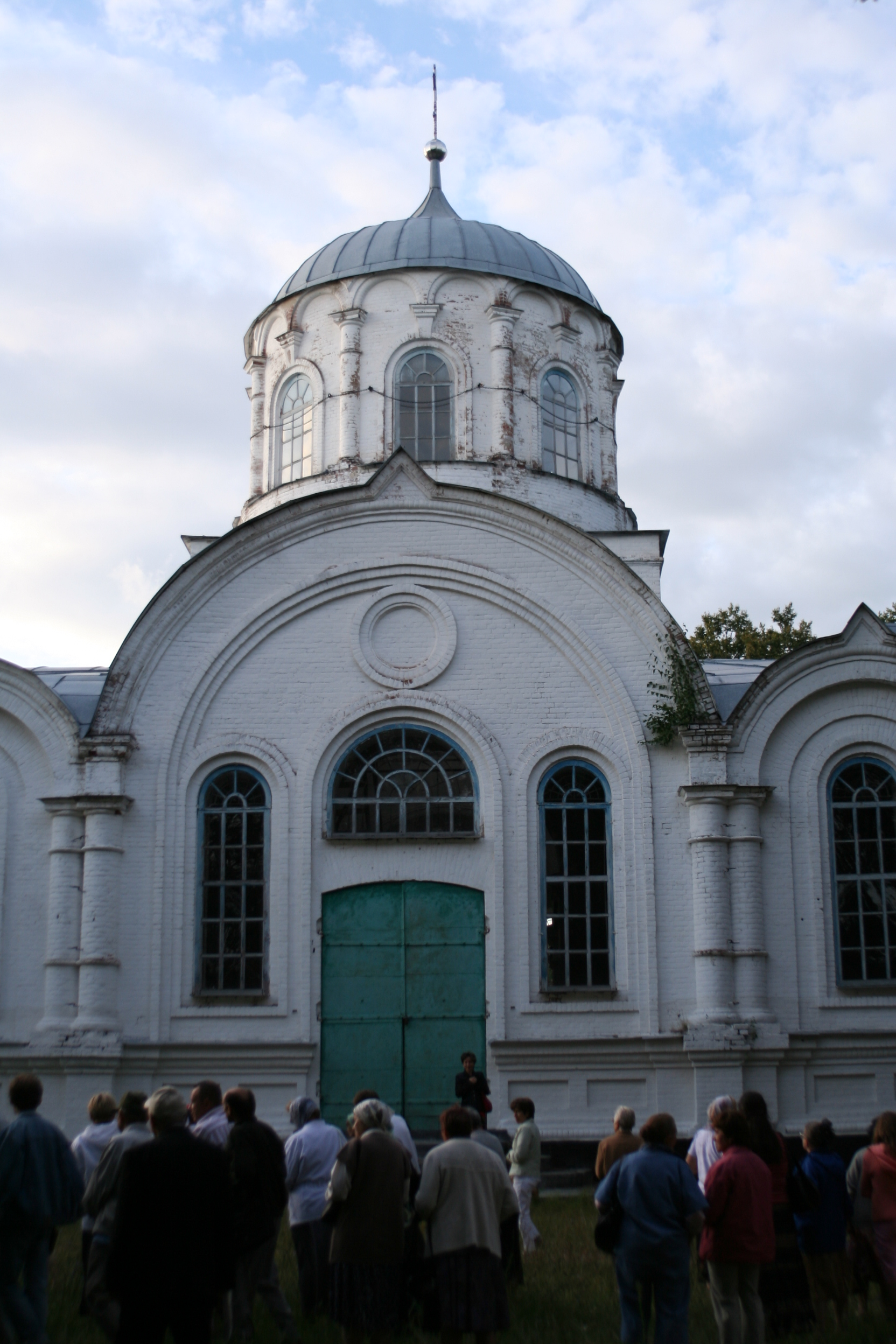
Михайлівська церква у Комарівці

В цій місцевості люди мешкали з давніх-давен.[коли?] Про це свідчать скіфські кургани виявлені поблизу Комарівки.
Комарівка згадується в історичних джерелах з першої половини XVII сторіччя. Зокрема, на незавершеній карті Київського воєводства Гійома Левассера де Боплана, виданій у Варшаві 1652 р, Комарівка вже позначена.
За легендою, козак на ймення Комар, отримав дозвільні документи на заселення вільних ґрунтів у верхній течії р. Смоляжу (так в сиву давнину називалась р. Смолянка). Козак Комар звів тут свій хутір, котрий згодом переріс в село.
В 1663 р. Комарівкою володіє ніжинський полковник Матвій Гвинтівка, після його каденції, село підпорядковується до складу маєтностей Ніжинського магістрату.
У період 1677—1685 р.р нею володів ніжинський полковник Яків Жураховський.
З 1692 р. гетьман Іван Мазепа включив село, до списку Свято — Софійського київської кафедри.
В адміністративному плані Комарівка, увійшла до першої сотні Ніжинського полку, село вважалося власністю монастиря. Таке підпорядкування збережеться, практично, увесь час існування Гетьманщини.

### Комарівка в другій половині XVIII— на початку XX сторіччя
За відомостями «Генерального слідства про маєтності Ніжинського полку 1729—1730 рр»
По Гетьманщині Чернігово-сіверські землі у 1781—1796 рр. перебували в складі Чернігівського намісництва. Малоросійська губернія, що прийшла йому на зміну, існувала до 27 лютого 1802 року, згодом буде утворена Чернігівська губернія.
Швидкому зростанню села сприяло вигідне географічне розташування, адже воно стояло на Київсько-Московському поштовому тракті. Він тоді був найважливішим тогочасним шляхом сполучення. Окрім того, дорога із Чернігова на Ніжин та Борзну розходилась в Комарівці.
На 1790 р в селі мешкало 2380 жителів, через 107 років число жителів стрімко збільшилось і на 1897 рік склало 3712 осіб.
Найбагатшою людиною в селі був пан Кониський, власне кажучи, йому належало 1500 десятин землі.
Найдавніша пам'ятка — діюча Свято — Михайлівська церква побудована у 1897 році. Вона збудована на кошти поміщика Кониського.
Під час революції 1905—1907 рр.. в Комарівці відбувся виступ селян, який був придушений каральним загоном, що прибув з Борзни. Багатьох учасників повстання було ув'язнено.
Населення села займалось сільським господарством, промислове виробництво, певно, було винятком із правил. Але говорити, що його не було, то невірно.
В 1910 році латиш Еразм Лукич Аноп збудував перший механічний млин. На цей час в селі діяло 3 цегельні заводи.
Згідно з офіційними радянськими джерелами, радянська влада у Комарівці була тимчасово встановлена наприкінці січня 1918 року, коли більшовицька армія Михайла Муравйова, що прямувала на Київ, захопила село. Однак, після укладення Берестейського миру і звільнення України від більшовицької окупації, упродовж березня-квітня Лівобережна Україна звільнена від комуністів. У роки Гетьмана Павла Скоропадського у навколишніх лісах діяв диверсійний загін Скляренка та Курбацького. 1920 року в селі створено так званий комнезам — конфліктогенний інструмент комуністичної влади, яка намагалася розпалити майнові конфлікти. Першим головою цієї установи був такий собі К. Д. Онищук.
У 1923 році село  стало адміністративним центром Комарівського району Ніжинської округи, Чернігівської губернії маючи  883 двори, 4341 мешканця. 
У 1929 році, під час примусової колективізації, у селі був створений перший колгосп «Хвиля революції» ініціатором створення та головою став одіозний більшовик Лука Савич Харченко.
Згодом через рік, як гриби після дощу, з'явились, ще два колгоспи: «Червоний шлях»(голова — Яків Михайлович Шевлюга) та колгосп «Нове Життя» (голова — Феодосій Овсійович Сухонда). Починається наступ на селян села, ті звісно не хотіли вступати до лав колективних господарств. Ось як про це згадує один із старожилів села: «Узимку 1930 р. прийшли до нас активісти з колгоспу, татко відмовився вступати до нього, вони побили батька, вигнали нас на мороз, хату спалили. Із сараю забрали корову та коня».
Село постраждало внаслідок голодомору 1932—1933 років, організованого урядом СРСР. Список мешканців Комарівки — жертв комуністичного терору голодом — міститься у Національній книзі пам'яті жертв голодомору в Україні.
Вісімсот комарівців брали участь у Другій світовій війні, п'ятсот з них нагороджені орденами і медалями СРСР, 298 — загинули. Уродженець села, командир піротехнічного взводу лейтенант Іван Устинович Харченко, який врятував зі своїм підрозділом 25 тисяч снарядів і бомб під час нальоту німецької авіації, удостоєний звання Героя Радянського Союзу. В боях за Комарівку загинули 49 радянських вояків. Під час знищення ворожої засідки загинув командир стрілецького батальйону 205-го гвардійського стрілецького полку 70-ї гвардійської стрілецької дивізіїгвардії капітан, Герой Радянського Союзу Ксенофонт Павлович Максін. На братських могилах полеглих вояків у 1970 році в селі споруджено пам'ятник, на честь воїнів-односельців встановлено обеліск Слави.
В 1952 р. у селі знаходилася центральна садиба колгоспу імені Леніна(утворений в результаті об'єднання всіх місцевих колгоспів).
За яким було закріплено 6700 гектарів сільськогосподарських угідь, у тому числі 3839 га орної землі. Це було багатогалузеве господарство, де вирощували зернові культури, картоплю, цукровий буряк, льон, овочі. У тваринництві колгосп спеціалізувався на виробництві свинини. На території села з місцевих підприємств працював цегельний завод, молокодільниця з виробництва казеїну, хлібопекарня.
21 січня 1959 року, траурний день в історії села Комарівки, адже Указом Президії верховної Ради УРСР, Комарівський район ліквідовано, а населені пункти увійшли до інших районів, 4 січня 1965 р. остаточно село увійшло до Борзнянського району.
Розквіт та апогей села пов'язують із головою колгоспу Кучинським М. І.
Власне кажучи, під час його каденції в селі з'явилось асфальтне покриття вулиць та нові господарські будівлі.
До речі, рівень добробуту селян теж невпинно зростає; жителі купують транспортні засоби (автомобілі, мотоцикли велосипеди), а також майже кожна родина має телевізори, радіо.
В наш час, наприкінці 2008 біля Комарівки розпочалося будівництво найбільшого в Євразії тваринницького комплексу.
Станом на 2014 рік, будівництво завершено (комплекс так і залишився не добудований).
В селі розташована середня школа та школа — інтернат І-ІІ ступенів.
Також діє 7 приватних крамниць, будинок культури, бібліотека, дільнича лікарня.
Також працює пекарня (філія фабрики печива «Борзна»).
12 червня 2020 року, відповідно до розпорядження Кабінету Міністрів України № 730-р «Про визначення адміністративних центрів та затвердження територій територіальних громад Чернігівської області», село увійшло до складу Комарівської сільської громади.
19 липня 2020 року, в результаті адміністративно-територіальної реформи та ліквідації Борзнянського району, увійшло до складу Ніжинського району Чернігівської області.

## Населення

### Мова
Розподіл населення за рідною мовою за даними перепису 2001 року:
| Мова       | Кількість | Відсоток |
| ---------- | --------- | -------- |
| українська | 1746      | 98.75%   |
| російська  | 20        | 1.13%    |
| болгарська | 1         | 0.06%    |
| румунська  | 1         | 0.06%    |
| Усього     | 1768      | 100%     |

## Релігійне життя
Дерев'яна Михайлівська церква у селі була споруджена у третій чверті XVII століття.
У 1894 розпочали будувати кам'яну споруду. Попечителем будівництва був місцевий поміщик Кониський (юрист за фахом), маєтки якого були в Петербурзі, Києві та Одесі. Влітку пан зі своєю сім'єю проживав у селі Комарівка. Будувався храм протягом трьох років. Для нього був вибраний архітектурний стиль бароко. Споруд такої архітектури у колишній Російській імперії лише дві: у Петербурзі та Одесі. Нагляд за будівництвом був дуже ретельний. Спочатку вибралося місце, потім спорудили цегельню для забезпечення будівництва якісною цеглою власного виробництва. Коли приймалася партія цегли, то представник дозволяв собі іти по сформованому сирцю і, якщо цеглина розвалювалася, то уся партія бракувалася. У випаленій цеглі траплялося вапно, яке могло рвати цеглу. Щоб цього уникнути, глину селяни місили ногами і, відчуваючи камінці вапна стопами ніг, збирали їх і віддавали підрядчику. А той щедро заохочував людей за це. Таким чином, будівельний матеріал був досить якісним. Будівництво проводилося лише тільки при плюсовій температурі. З настанням холодів воно припинялося. А розпочинаючи роботу наступного року, верхній шар цегли збивали.
У 1897 церкву освятили і відбулося перше богослужіння.
З 1890 священиком був Павло Ягодовський. Один із синів отця Павла навчався в Петербурзькому університеті на юридичному факультеті. Літні канікули проводив у Комарівці. У 1893 р. він приїхав на канікули зі своїм однокурсником Костянтином Мінятовим. У селі юнак познайомився з дочкою Ягодовського Надією, полюбив її і наприкінці літа вони одружилися. Наступного літа Мінятов привіз з собою примірник праці В. І. Леніна «Що таке друзі народу ті як вони воюють проти соціал-демократів». Ця праця у підвалі церкви була розтиражована на гектографі, купленому в Петербурзі.
Події трьох революцій та громадянської війни початку XX століття не позначилися на релігійному житті села. Як і раніше, діяла Михайлівська церква Московського патріархату.
Однак політика коренізації (українізації), проголошена більшовиками, внесла сум'яття в розмірене релігійне життя комарівчан. 1925 року Михайлівська церква стала автокефальною. Божа служба правилася українською мовою, але це було недовго. Навесні 1929 року була влаштована бійка між представниками автокефалії і віруючими Московського патріархату. Церква була пограбована і лише через п'ятдесят років випадково при копанні фундаменту були знайдені окремі речі. За часів радянської влади в 1934 р. церкву було закрито, при цьому зруйнувавши три куполи і дзвіницю. До Великої Вітчизняної війни приміщення використовувалося як сільський клуб та бібліотека. Під час німецької окупації у вересні 1941 р. церкву було відкрито і діяла вона до 1962 р. Потім знову була закрита і розграбована. Приміщення або стояло пусткою, або використовувалося при недостачі приміщень як спортивна зала Комарівської середньої школи. 1989 р. церква знову була відкрита, розпочався капітальний ремонт. Але за довгі часи руйнацій і занепаду ця па'мятка архітектури так занехаялася, що ремонтні роботи не закінчені й сьогодні.
У селі релігійних сект не існує, але окремі громадяни (одиниці) належать до секти Євангельських християн–баптистів (центр в селі Омбиш Борзнянського району).

## Спорт
У селі є футбольна команда «Фортуна», яка бере участь у Чемпіонаті Чернігівської області з футболу. 2018 року команда посіла перше місце у чемпіонаті області.

## Видатні люди
- Акуленко Віктор Іванович (* 1935) — український правознавець, доктор юридичних наук, автор концепцій правової охорони культурних цінностей та реабілітації сімей, пограбованих у часи сталінської колективізації («розкуркулення»).
- Москотін Леонід Павлович (1956—2015) — солдат Збройних сил України, учасник російсько-української війни.
- Степанець Олександр Іванович (1942—2007) — український математик, член-кореспондент НАН України.
- Харченко Іван Устинович (1918—1989) — учасник Другої Світової війни, Герой Радянського Союзу.
- Фесенко Василь Архипович (1902—1983) — радянський історик, архівіст, краєзнавець, педагог.